# Colocnema rufina
Colocnema rufina là một loài tò vò trong họ Ichneumonidae.